# 20 de julho
20 de julho é o 201.º dia do ano no calendário gregoriano (202.º em anos bissextos). Faltam 164 dias para acabar o ano.

## Eventos históricos

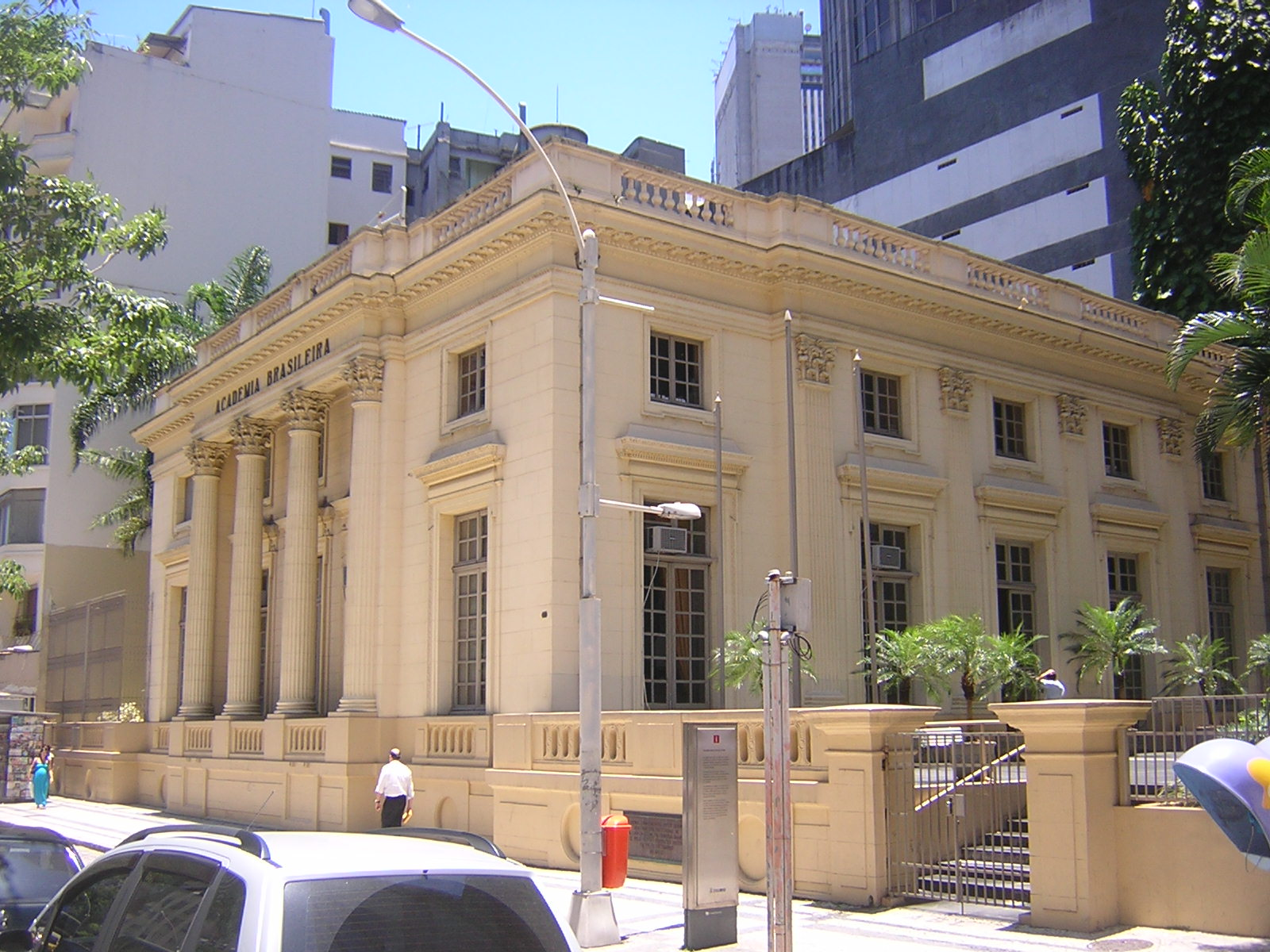
1897: Fundação da Academia Brasileira de Letras

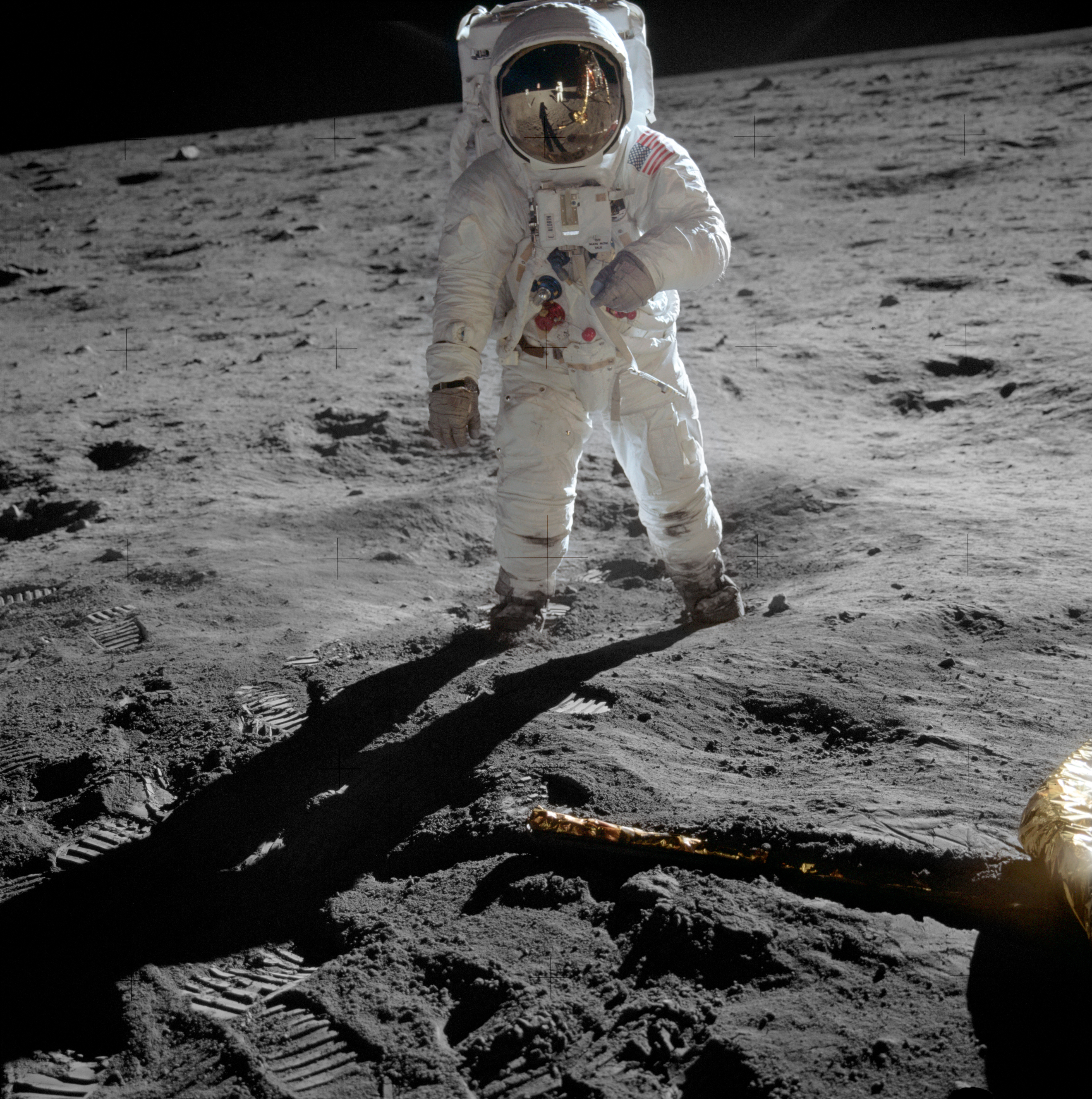
1969: Primeiro pouso tripulado na Lua

- 0070 — Cerco de Jerusalém: Tito, filho do imperador Vespasiano, ataca a Fortaleza Antônia ao norte do Monte do Templo.
- 0792 — Cardamo da Bulgária derrota o imperador bizantino Constantino VI na Batalha de Marcela.
- 0911 — Começa o cerco de Chartres.
- 1189 — Ricardo I da Inglaterra é oficialmente investido como Duque da Normandia.
- 1402 — Guerras otomano-timúrida: Batalha de Ancara: Tamerlão, governante do Império Timúrida, derrota as forças do sultão otomano Bajazeto I.
- 1592 — Durante a primeira invasão japonesa da Coreia, as forças japonesas lideradas por Toyotomi Hideyoshi capturaram Pyongyang, embora fossem incapazes de mantê-la.
- 1715 — Sétima Guerra Otomano-Veneziana: o Império Otomano captura Nauplia, a capital do "Reino de Morea" da República de Veneza, abrindo assim o caminho para a rápida reconquista otomana de Morea.[1]
- 1810 — Cidadãos de Bogotá, Nova Granada, declaram independência da Espanha.
- 1848 — A primeira Convenção dos Direitos da Mulher em Seneca Falls, Nova York, é concluída.
- 1885 — The Football Association legaliza o profissionalismo no futebol sob pressão da Associação Britânica de Futebol.
- 1871 — A Colúmbia Britânica se junta à confederação do Canadá.
- 1897 — Fundada a Academia Brasileira de Letras, pelo escritor Machado de Assis, no Rio de Janeiro.
- 1903 — A Ford Motor Company lança seu primeiro automóvel.
- 1920 — O exército grego assume o controle de Silivri depois da Grécia ser premiada com a cidade pela Conferência de Paz de Paris; em 1923, a Grécia efetivamente perde o controle para os turcos.
- 1922 — A Sociedade das Nações atribui mandatos da Togolândia à França e da Tanganica ao Reino Unido.
- 1936 — A Convenção de Montreux é assinada na Suíça, autorizando a Turquia a fortificar os estreitos de Dardanelos e de Bósforo, mas garantindo a passagem gratuita para navios de todas as nações em tempo de paz.
- 1940 — Dinamarca abandona a Sociedade das Nações.
- 1941 — O líder soviético Joseph Stalin consolida os Comissariados de Assuntos Internos e Segurança Nacional para formar o NKVD e nomeia Lavrentiy Beria para ser seu chefe.
- 1944 — Segunda Guerra Mundial: Adolf Hitler sobrevive a uma tentativa de assassinato liderada pelo coronel do exército alemão Claus von Stauffenberg.
- 1950 — Após uma campanha de um mês, a maior parte da Força Aérea da Coreia do Norte foi destruída por forças anticomunistas.[2]
- 1949 — Israel e Síria assinam uma trégua para acabar com a Guerra dos dezenove meses.
- 1951 — O rei Abdullah I da Jordânia é assassinado por um palestino enquanto participava das orações de sexta-feira em Jerusalém.
- 1968 — O primeiro Jogos Olímpicos de Verão da Special Olympics é realizado no Soldier Field, em Chicago, com cerca de 1 000 atletas com deficiências intelectuais.
- 1960
  - Ceilão (atual Sri Lanka) elege Sirimavo Bandaranaike como primeira-ministra, a primeira mulher eleita chefe de governo do mundo.
  - O míssil Polaris é lançado com sucesso de um submarino, o USS George Washington, pela primeira vez.
- 1968 — Os primeiros Jogos Olímpicos Especiais Internacionais de Verão são realizados no Soldier Field, em Chicago, com cerca de 1 000 atletas com deficiência intelectual.
- 1969
  - Programa Apollo: a tripulação da Apollo 11 realiza com sucesso o primeiro pouso tripulado na Lua no Mar da Tranquilidade. Os americanos Neil Armstrong e Buzz Aldrin se tornam os primeiros humanos a caminhar na Lua seis horas e meia depois do pouso.
  - É anunciado um cessar-fogo entre Honduras e El Salvador, seis dias após o início da "Guerra do Futebol".
- 1974 — Invasão turca de Chipre: forças da Turquia invadem Chipre após um golpe de Estado, organizado pelo ditador da Grécia, contra o presidente Makarios.
- 1976 — O lander americano Viking 1 aterrissa com sucesso em Marte.
- 1977
  - A Agência Central de Inteligência divulga documentos sob a Lei de Liberdade de Informação revelando que havia se envolvido em experimentos de controle da mente.
  - O voo B-2 da Aeroflot cai após a decolagem do Aeroporto de Vilim, na República de Sakha, matando 39 pessoas.[3]
- 1981 — O voo 40 da Somali Airlines cai no distrito de Balad, na Somália, matando 50 pessoas.
- 1985 — O governo de Aruba aprova a legislação para se separar das Antilhas Holandesas.
- 1989 — A junta governante da Birmânia coloca a líder da oposição Aung San Suu Kyi em prisão domiciliar.
- 1992
  - Václav Havel renuncia ao cargo de presidente da Tchecoslováquia.
  - Um Tupolev Tu-154 cai durante a decolagem do Aeroporto Internacional de Tbilisi, matando todos os 24 a bordo e mais quatro pessoas em solo.[4]
- 1999 — O Partido Comunista da China inicia uma campanha de perseguição contra o Falun Gong, prendendo milhares em todo o país.
- 2006 — A VARIG — Viação Aérea Rio Grande S.A., tradicional empresa aérea do Brasil, deixa oficialmente de operar.
- 2012
  - James Holmes abre fogo dentro de um cinema em Aurora, Colorado, matando 12 e ferindo outras 70 pessoas.
  - Guerra Civil Síria: as Unidades de Proteção Popular capturam as cidades de Amuda e Efrîn sem resistência.[5]
- 2013 — Guerra Civil Síria: a Batalha de Ras al-Ayn termina com a expulsão das forças islâmicas da cidade pelas Unidades de Proteção Popular.
- 2015
  - Uma enorme explosão na cidade fronteiriça de maioria curda de Suruç, na Turquia, tendo como alvo a Federação de Associações Juvenis Socialistas, mata pelo menos 31 pessoas e fere mais de 100.
  - Os Estados Unidos e Cuba retomam relações diplomáticas após cinco décadas.
- 2021 — O empresário norte-americano Jeff Bezos voa para o espaço a bordo do New Shepard NS-16 operado por sua empresa privada de voos espaciais Blue Origin.[6]

## Nascimentos

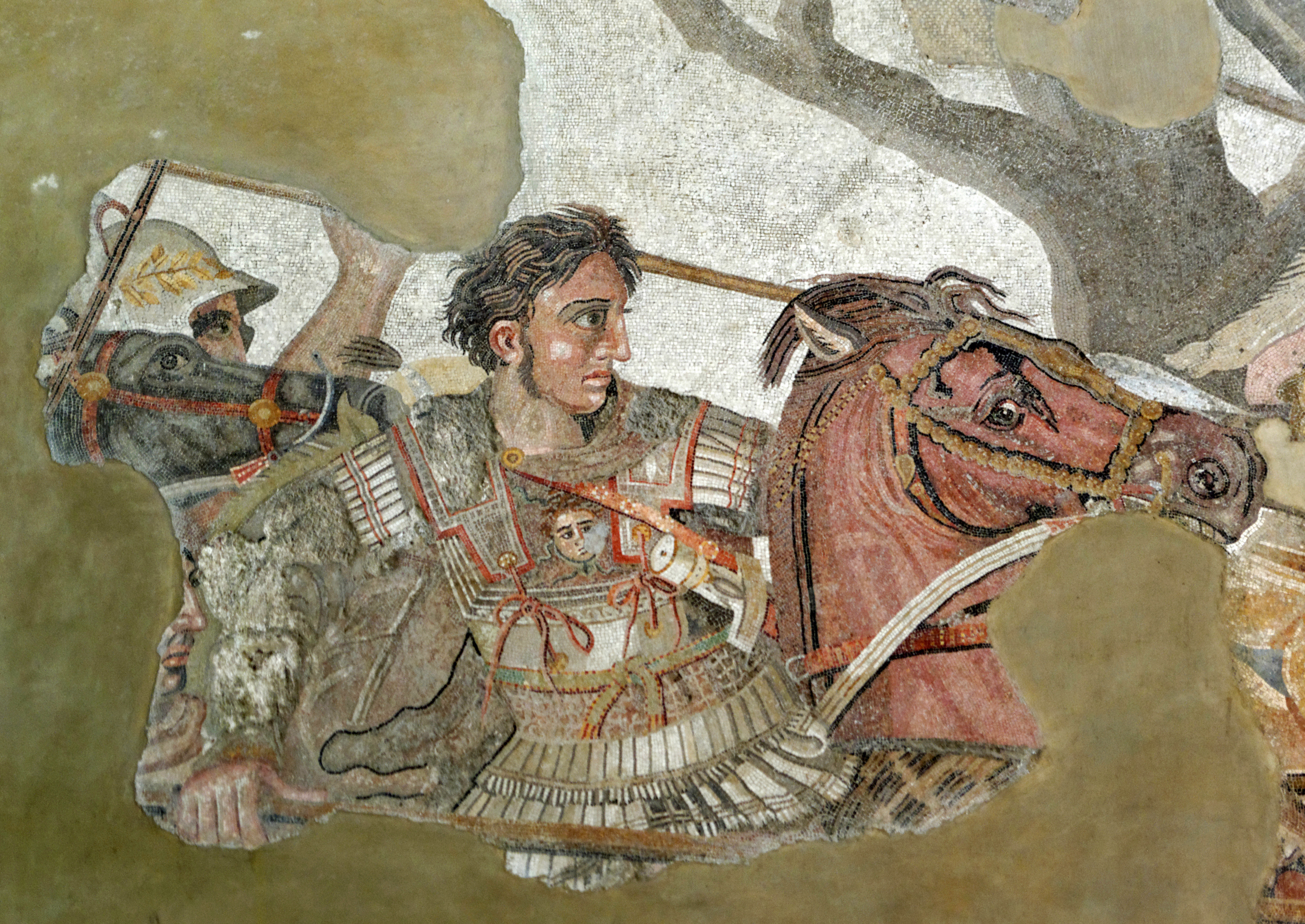
Alexandre, o Grande

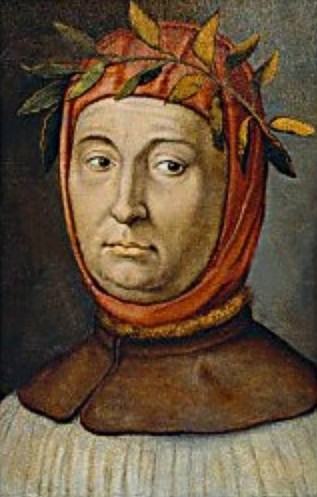
Francisco Petrarca

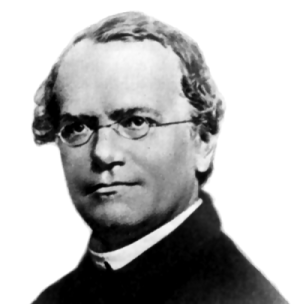
Gregor Mendel

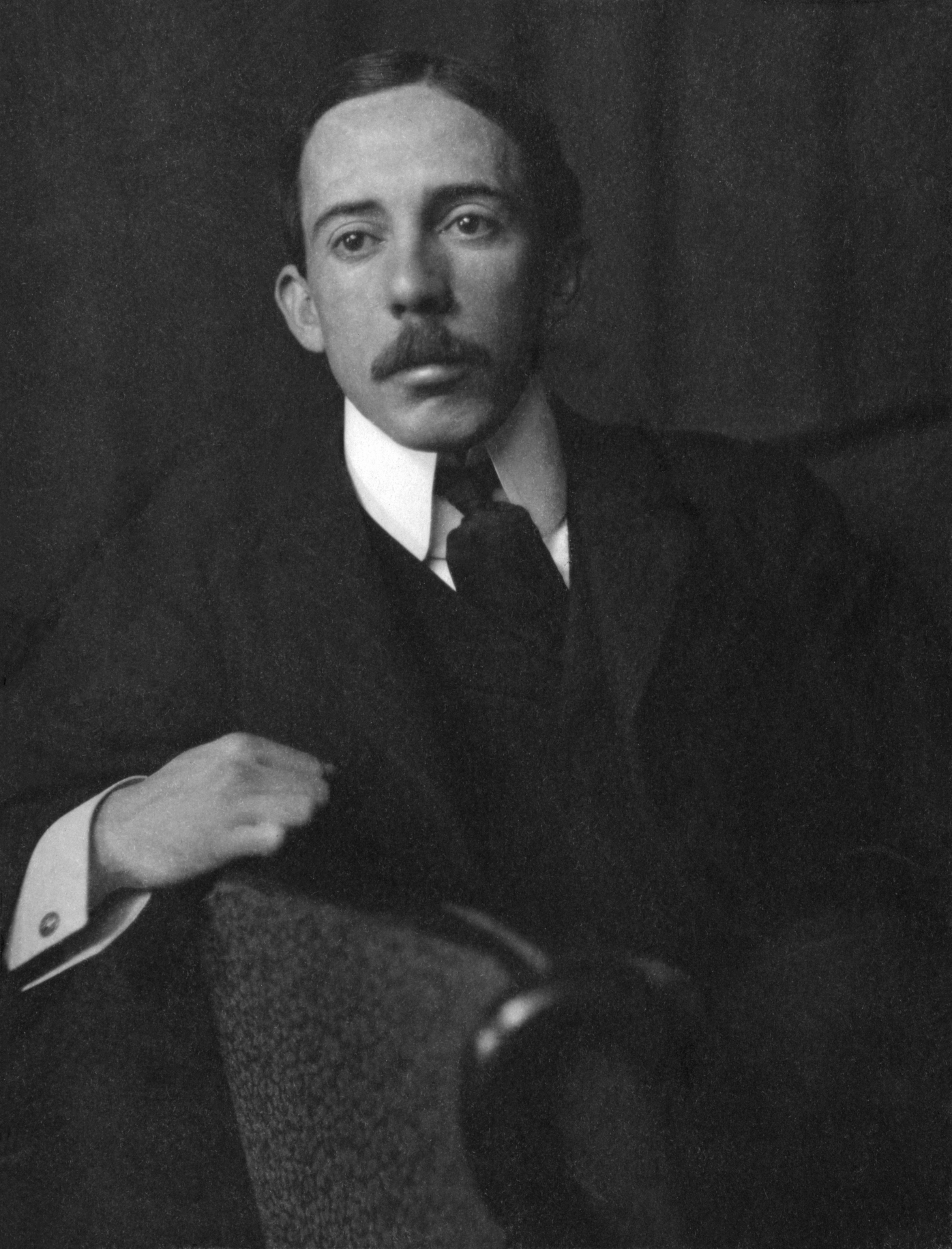
Santos Dumont

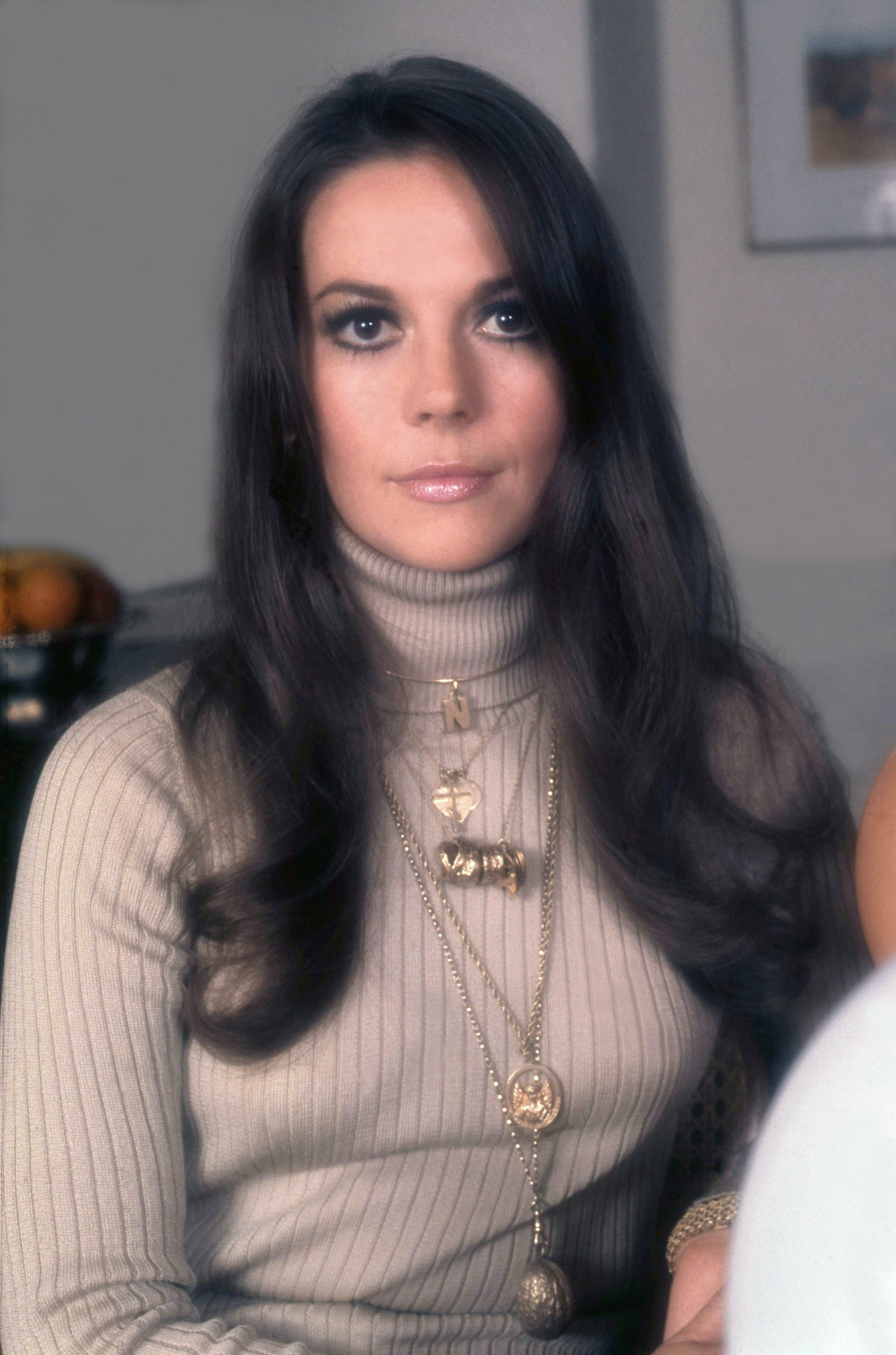
Natalie Wood

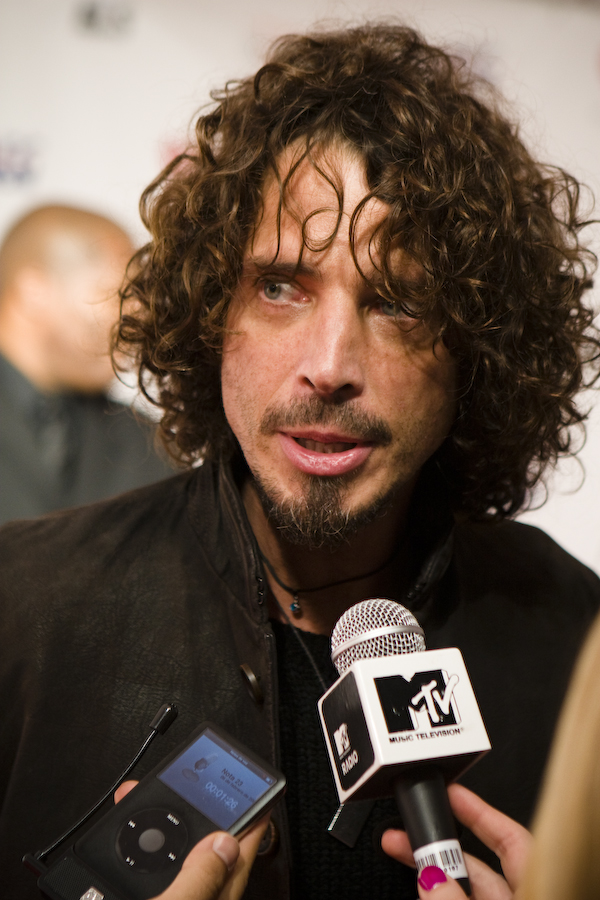
Chris Cornell

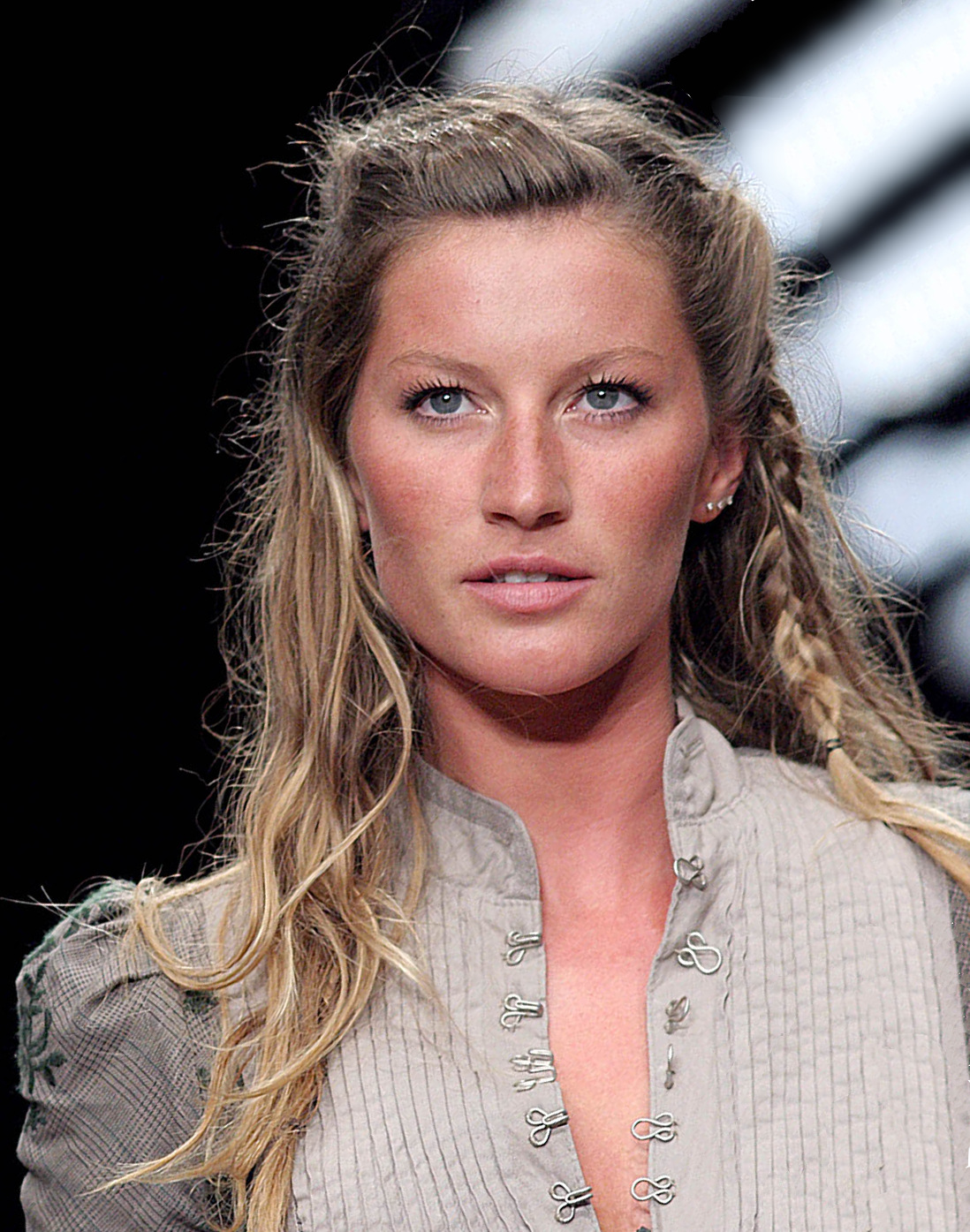
Gisele Bündchen

### Anteriores ao século XIX
- 356 a.C. — Alexandre, o Grande (m. 323 a.C.).
- 1304 — Francesco Petrarca, escritor, poeta e filósofo italiano (m. 1374).
- 1346 — Margarida de Inglaterra, Condessa de Pembroke (m. 1361).
- 1519 — Papa Inocêncio IX (m. 1591).
- 1758 — Sofia Frederica de Thurn e Taxis, princesa de Thurn e Taxis (m. 1800).
- 1774 — Auguste de Marmont, militar francês (m. 1852).
- 1777 — Estevão Ribeiro de Rezende, político brasileiro (m. 1856).
- 1785 — Mamude II, sultão otomano (m. 1839).
- 1800 — José de Araújo Ribeiro, diplomata e político brasileiro (m. 1879).

### Século XIX
- 1804 — Richard Owen, biólogo, anatomista e paleontólogo britânico (m. 1892).
- 1822 — Gregor Mendel, monge e cientista austríaco (m. 1884).
- 1828 — Guilherme de Württemberg, militar austríaco (m. 1896).
- 1832 — Alexander Lyman Holley, engenheiro estadunidense (m. 1882).
- 1835 — Adelaide de Hohenlohe-Langenburg (m. 1900).
- 1847 — Max Liebermann, pintor alemão (m. 1935).
- 1849 — Théobald Chartran, pintor francês (m. 1907).
- 1855 — Pierre Puiseux, astrônomo francês (m. 1928).
- 1858 — Elías García Martínez, pintor espanhol (m. 1934).
- 1859 — Adolfo de Eschaumburgo-Lipa (m. 1916).
- 1864 — Erik Axel Karlfeldt, poeta sueco (m. 1931).
- 1868
  - Miron Cristea, religioso e político romeno (m. 1939).
  - José Félix Uriburu, político e militar argentino (m. 1932).
- 1873 — Alberto Santos Dumont, pioneiro da aviação brasileira (m. 1932).
- 1882 — Flávio Ribeiro Coutinho, político brasileiro (m. 1963).
- 1886
  - Frank Heller, escritor sueco (m. 1947).
  - Thor Larsen, ginasta norueguês (m. 1970).
- 1893 — Arno von Lenski, militar alemão (m. 1986).
- 1894 — Stefán Jóhann Stefánsson, político islandês (m. 1980).
- 1895
  - László Moholy-Nagy, pintor, fotógrafo e escultor húngaro (m. 1946).
  - Ildo Meneghetti, engenheiro e político brasileiro (m. 1980).
- 1897 — Tadeusz Reichstein, químico polonês (m. 1996).
- 1898 — Wolf Hagemann, militar alemão (m. 1983).
- 1900 — Gottfried Haberler, economista austríaco (m. 1995).

### Século XX

#### 1901–1950
- 1906 — Raúl Anganuzzi, esgrimista argentino (m. ?).
- 1913 — Lucien Goldmann, filósofo francês (m. 1970).
- 1914
  - Dobri Dobrev, asceta búlgaro (m. 2018).
  - Ersilio Tonini, cardeal italiano (m. 2013).
- 1919 — Edmund Hillary, alpinista e explorador neozelandês (m. 2008).
- 1920 — Charlie Colombo, futebolista estadunidense (m. 1986).
- 1921 — Francis Blanche, ator e humorista francês (m. 1974).
- 1923 — Ivan Bodin, futebolista sueco (m. 1991).
- 1925
  - Jacques Delors, economista e político francês (m. 2023).
  - Lola Albright, atriz e cantora estadunidense (m. 2017).
- 1930
  - Heinz Kubsch, futebolista alemão (m. 1993).
  - José Mario Ruiz Navas, arcebispo equatoriano (m. 2020).
- 1931 — Tony Marsh, automobilista britânico (m. 2009).
- 1932
  - Freddy Kottulinsky, automobilista alemão (m. 2010).
  - Otto Schily, político alemão.
- 1934 — Adriano Reys, ator brasileiro (m. 2011).
- 1936 — Barbara Mikulski, política estadunidense.
- 1937 — Ken Ogata, ator japonês (m. 2008).
- 1938
  - Diana Rigg, atriz e cantora britânica (m. 2020).
  - Roger Hunt, futebolista britânico (m. 2021).
  - Natalie Wood, atriz estadunidense (m. 1981).
  - Aslan Abashidze, político georgiano.
- 1940 — Roberto Ribeiro, cantor brasileiro (m. 1996).
- 1941
  - Vladimir Lyakhov, cosmonauta sovietico (m. 2018).
  - Maria Lúcia Dahl, atriz, roteirista e escritora brasileira (m. 2022).
- 1943
  - Adrian Păunescu, poeta, jornalista e político romeno (m. 2010).
  - Chris Amon, automobilista neozelandês (m. 2016).
  - Wendy Richard, atriz britânica (m. 2009).
- 1945
  - Kim Carnes, cantora e compositora estadunidense.
  - Larry Craig, político estadunidense.
- 1946 — Htin Kyaw, político birmanês.
- 1947
  - Carlos Santana, músico mexicano.
  - Camille Keaton, atriz estadunidense.
  - Bill Biggart, fotógrafo teuto-americano (m. 2001).
  - Gerd Binnig, físico alemão.
- 1948 — Muse Watson, ator estadunidense.
- 1950
  - Antoine Compagnon, escritor e crítico literário francês.
  - Tantoo Cardinal, atriz canadense.

#### 1951–2000
- 1951
  - Björn Andersson, ex-futebolista sueco.
  - Larry Black, velocista norte-americano (m. 2006).
- 1952
  - Jay Jay French, músico estadunidense.
  - Teca Pereira, atriz e bailarina brasileira.
  - Adrian Biddle, diretor de fotografia britânico (m. 2005).
- 1953
  - Sidrack Marinho dos Santos, ex-árbitro de futebol brasileiro.
  - Fátima Freire, atriz brasileira.
  - Dave Evans, cantor britânico.
  - Vlastimil Petržela, ex-futebolista e treinador de futebol checo.
- 1954
  - Nguyễn Xuân Phúc, político vietnamita.
  - John Davis, produtor de televisão norte-americano.
- 1955 — Dan Monahan, ator e diretor estadunidense.
- 1956
  - Julio César Falcioni, ex-futebolista e treinador de futebol argentino.
  - Paul Cook, baterista britânico.
  - Thomas N'Kono, ex-futebolista camaronês.
- 1957
  - Armínio Fraga, economista brasileiro.
  - Donna Dixon, atriz estadunidense.
  - Volker Winkler, ex-ciclista alemão.
- 1959 — Giovanna Amati, ex-automobilista italiana.
- 1960
  - Claudio Langes, ex-automobilista italiano.
  - Bertram Meier, bispo católico e teólogo alemão.
  - Prvoslav Vujčić, escritor sérvio.
- 1961 — João Batista Viana, ex-futebolista brasileiro.
- 1962 — Carlos Alazraqui, ator e comediante norte-americano.
- 1963
  - Alexander Zhulin, ex-patinador artístico russo.
  - Frank Whaley, ator, diretor e roteirista estadunidense.
  - Paula Ivan, ex-meio-fundista romena.
- 1964
  - Bernd Schneider, ex-automobilista alemão.
  - Chris Cornell, músico estadunidense (m. 2017).
  - Dean Winters, ator estadunidense.
  - Kool G Rap, rapper estadunidense.
  - Sebastiano Rossi, ex-futebolista italiano.
- 1965 — Abdourahman Waberi, escritor djibutiano.
- 1966
  - Enrique Peña Nieto, político mexicano.
  - Pedro Barny, ex-futebolista e treinador de futebol português.
- 1967
  - Leslie Santos, ex-futebolista chinês.
  - Paulo Cezar Costa, cardeal brasileiro.
  - Reed Diamond, ator estadunidense.
- 1968
  - Pascal Lavanchy, ex-patinador artístico francês.
  - Michael Park, ator norte-americano.
- 1969 — Josh Holloway, ator estadunidense.
- 1971
  - Sandra Oh, atriz canadense.
  - DJ Screw, rapper e DJ norte-americano (m. 2000).
- 1972 — Alvydas Pazdrazdis, ex-jogador de basquete lituano.
- 1973
  - Claudio Reyna, ex-futebolista estadunidense.
  - Haakon, Príncipe Herdeiro da Noruega.
  - Robby McGehee, ex-automobilista estadunidense.
  - Roberto Orci, produtor cinematográfico e roteirista mexicano (m. 2025).
  - Nikolay Kuznetsov, ex-ciclista russo.
- 1974
  - Abdulaziz Al-Janoubi, ex-futebolista saudita.
  - Simon Rex, rapper e ator estadunidense.
- 1975
  - Judy Greer, atriz estadunidense.
  - Rodolfo Arruabarrena, ex-futebolista e treinador de futebol argentino.
- 1976
  - Alex Yoong, ex-automobilista malaio.
  - Marcelo Battistuzzi, ex-automobilista brasileiro.
  - Ragnar Jónasson, escritor e professor islandês.
- 1977
  - Alex Santos, ex-futebolista brasileiro-japonês.
  - Marquinhos Paraná, ex-futebolista brasileiro.
  - Sylvia Plischke, ex-tenista austríaca.
  - Felipe Maluhy, automobilista brasileiro.
  - Susana Werner, atriz e modelo brasileira.
- 1978
  - Fabio Coala, desenhista brasileiro.
  - Jean-Claude Scherrer, ex-tenista suíço.
- 1979
  - Gustavo Papa, ex-futebolista e treinador de futebol brasileiro.
  - Miklós Fehér, futebolista húngaro (m. 2004).
  - Ihar Makarau, judoca bielorrusso.
- 1980
  - Dado Dolabella, ator e cantor brasileiro.
  - Éric Akoto, ex-futebolista togolês.
  - Gisele Bündchen, modelo e atriz brasileira.
  - Jean Nako Naprapol, futebolista vanuatuense.
- 1981
  - Jailson Santos, ex-futebolista brasileiro.
  - Nanda Ziegler, atriz brasileira.
- 1982
  - Peter Škantár, canoísta eslovaco.
  - Percy Daggs III, ator norte-americano.
- 1983
  - Máximo González, tenista argentino.
  - Pat Healy, lutador estadunidense de artes marciais mistas.
  - Simon Stadler, ex-tenista alemão.
- 1984
  - Gonzalo Bergessio, ex-futebolista argentino.
  - Marcinho, ex-futebolista brasileiro.
  - Yoo Won-Chul, ginasta sul-coreano.
  - James Mackay, ator australiano.
- 1985
  - John Francis Daley, ator estadunidense.
  - Yevhen Seleznyov, futebolista ucraniano.
- 1986
  - Osric Chau, ator canadense.
  - Sainjargalyn Nyam-Ochir, judoca mongol.
  - Valeria Bystritskaia, modelo alemã.
  - Kadu, futebolista brasileiro.
  - Gilbert Burns, lutador brasileiro de artes marciais mistas.
- 1988
  - Julianne Hough, atriz, dançarina e cantora estadunidense.
  - Teliana Pereira, ex-tenista brasileira.
- 1989
  - Witwisit Hiranyawongkul, ator e cantor tailandês.
  - Thiago Galhardo, futebolista brasileiro.
  - Yury Gazinsky, futebolista russo.
- 1990
  - Guilherme Leicam, ator e cantor brasileiro.
  - Wendie Renard, futebolista francesa.
  - Keigo Higashi, futebolista japonês.
- 1991 — Dwight Powell, jogador de basquete canadense.
- 1992
  - Lyudmyla Kichenok, tenista ucraniana.
  - Nadiia Kichenok, tenista ucraniana.
  - Reinaldo Lenis, futebolista colombiano.
  - Nixon, futebolista brasileiro.
  - Paige Hurd, atriz estadunidense.
  - Jordan Rodrigues, ator, cantor e dançarino australiano.
- 1993
  - Lucas Digne, futebolista francês.
  - Debrah Scarlett, cantora suíça.
  - Wendell, futebolista brasileiro.
  - Alycia Debnam-Carey, atriz australiana.
- 1994
  - Maia Shibutani, patinadora artística estadunidense.
  - Yohann Tihoni, futebolista taitiano.
- 1995
  - Jevaughn Minzie, velocista jamaicano.
  - Mateusz Rudyk, ciclista polonês.
- 1996
  - Ben Simmons, jogador de basquete australiano.
  - Waldemar Anton, futebolista alemão.
- 1997 — Mikhail Artamonov, taekwondista russo.
- 1999
  - Pop Smoke, rapper e compositor estadunidense (m. 2020).
  - Alexandra de Hanôver.
  - Ellie Downie, ginasta britânica.
  - Xian Emmers, futebolista belga.
- 2000 — Carlos Palacios, futebolista chileno.

### Século XXI
- 2001
  - Brad Benavides, automobilista norte-americano.
  - Álex Baena, futebolista espanhol.
- 2004 — Omari Forson, futebolista britânico.

## Mortes

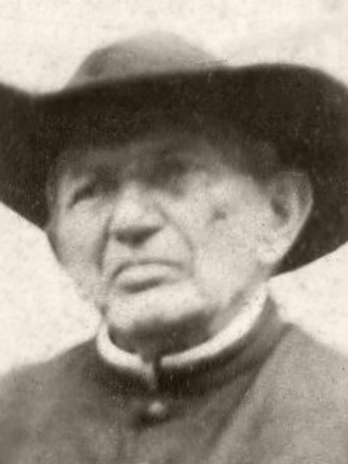
Padre Cícero

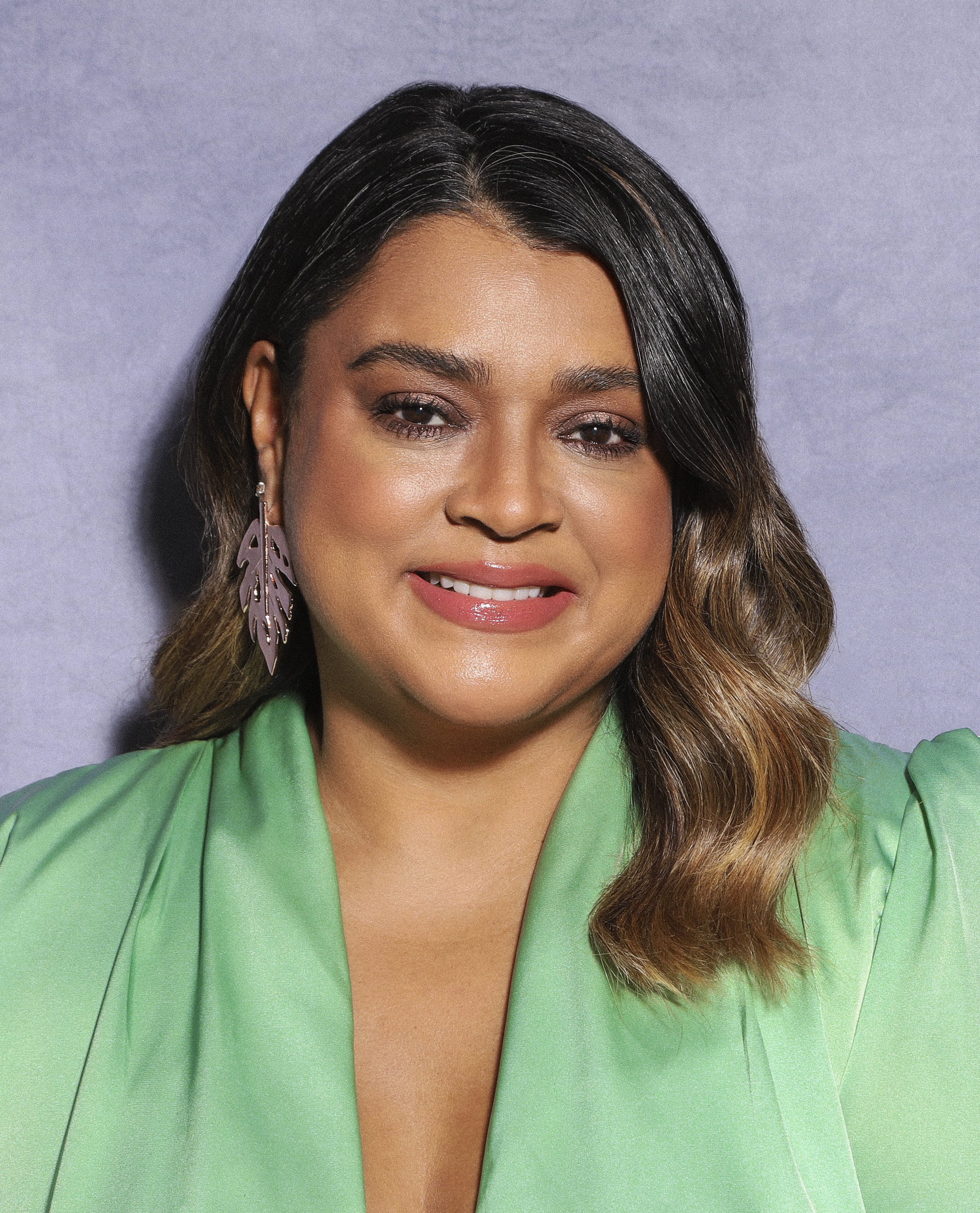
Preta Gil

### Anteriores ao século XIX
- 1031 — Roberto II de França (n. 972).
- 1156 — Toba, imperador japonês (n. 1103).
- 1453 — Enguerrand de Monstrelet, cronista francês (n. 1400).
- 1454 — João II de Castela (n. 1405).
- 1524 — Cláudia de França, rainha da França (n. 1499).

### Século XIX
- 1816 — Gavrila Romanovich Derzhavin, poeta e prosista russo (n. 1743).
- 1866 — Bernhard Riemann, matemático alemão (n. 1826).

### Século XX
- 1903 — Papa Leão XIII (n. 1810)
- 1922 — Andrei Andreyevich Markov, matemático russo (n. 1856).
- 1934 — Padre Cícero, sacerdote e político brasileiro (n. 1844).
- 1937 — Guglielmo Marconi, inventor italiano (n. 1874).
- 1944 — Mildred Harris, atriz estadunidense (n. 1901).
- 1951 — Abdullah I da Jordânia (n. 1882).
- 1955 — Calouste Gulbenkian, empresário e colecionador de arte turco (n. 1869).
- 1973 — Bruce Lee, ator sino-estadunidense (n. 1940).
- 1976 — Didi Viana, atriz brasileira (n. 1911).
- 1985 — Estelle Evans, atriz baamiana-norte-americana (n. 1906).
- 1989 — Lauro Corona, ator brasileiro (n. 1957).
- 1996 — František Plánička, futebolista tcheco (n. 1906).

### Século XXI
- 2001 — Carlo Giuliani, ativista italiano (n. 1978).
- 2004 — Antonio Gades, bailarino espanhol (n. 1936).
- 2005 — James Doohan, ator canadense (n. 1920).
- 2007
  - Antônio Carlos Magalhães, político brasileiro (n. 1927).
  - Nélio Dias, político brasileiro (n.1945).
- 2008 — Célio de Castro, político brasileiro (n.1932).
- 2010 — Rafael Mascarenhas, músico brasileiro (n. 1991).
- 2012 — José Hermano Saraiva, professor e historiador português (n. 1919).
- 2014 — Álex Angulo, ator espanhol (n. 1953).
- 2017 — Chester Bennington, músico norte-americano (n. 1976).
- 2025
  - José Maria Marin, advogado, político e dirigente esportivo brasileiro (n. 1932).
  - Preta Gil, atriz e cantora brasileira (n. 1974).

## Feriados e eventos cíclicos

### Mundo
- Dia Internacional da Lua.
- Dia Internacional do Xadrez.
- Dia Internacional da Amizade
- Dia Pan-americano do Engenheiro.
- Dia do Pirulito.

### Brasil
- Dia do Amigo.
- Dia Nacional do Biscoito.
- Dia Nacional do Tatuador.
- Dia do Revendedor do Posto de Gasolina
- Aniversário da cidade de Balneário Camboriú - Santa Catarina.
- Aniversário da cidade de Cunha Porã - Santa Catarina.
- Aniversário da cidade de Wagner -  Bahia.
- Aniversário da cidade de Itapajé - Ceará.
- Aniversário da cidade de Andrelândia - Minas Gerais.

### Cristianismo
- Apolinário de Ravena
- Aurélio de Cartago
- Elias
- Margarida de Antioquia
- Padre Cícero
- Vilgeforte

## Outros calendários
- No calendário romano era o 13.º dia (XIII) antes das calendas de agosto.
- No calendário litúrgico tem a letra dominical E para o dia da semana.
- No calendário gregoriano a epacta do dia é vii.